# Jean Dufresne
Jean Dufresne (* 14. Februar 1829 in Berlin; † 15. April 1893 ebenda) war ein deutscher Schachmeister und -autor.

## Leben
Jean Dufresne war Sohn des jüdischen Kaufmanns Jacob Ephraim Dufresne. Er besuchte in Berlin bis 1847 das Gymnasium zum grauen Kloster und studierte anschließend in seiner Heimatstadt und in Breslau Jura und Cameralia. Weil sein Vater sein Vermögen verlor und das Studium nicht weiterfinanzieren konnte, gab Dufresne das Studium 1852 auf und wandte sich der Journalistik zu.
Dufresne war lange Jahre Redakteur des Publizist, der Deutschen Zeit, der Deutschen Reform und zuletzt bis 1875 bei der Post, wo ihn seine zunehmende Gehörlosigkeit dazu zwang, diese Beschäftigung aufzugeben. Fortan widmete er sich fast ausschließlich dem Schach.
Das von ihm begonnene, große Werk über Mathematik konnte er nicht vollenden. 1893 riss den inzwischen völlig ertaubten Dufresne ein Schlaganfall aus dem Leben.

## Schach
Dufresne betrachtete sich als Schüler Adolf Anderssens: „Als ältesten lebenden Schüler Anderssens darf ich wohl mich selbst bezeichnen, da ich vor seiner Reise zum Weltturnier in London [1851] sein Berliner Hauptgegner war und Monate lang täglich mit ihm spielte.“ Auch später trafen die beiden häufig zusammen, ihre bekannteste Partie ist die Immergrüne Partie. Obwohl Dufresne diese Partie verlor, war er in der Lage, es mit dem viel berühmteren Anderssen aufzunehmen. So konnte Dufresne von sechs anlässlich Anderssens Osterbesuch 1868 in Berlin gespielten Partien drei gewinnen und eine unentschieden halten.
Als Schachautor bekannt wurde er durch sein im Jahr 1863 veröffentlichtes Theoretisch-praktisches Handbuch des Schachspiels. Es ist ein Vorläufer des bis heute berühmten Kleinen Lehrbuch des Schachspiels, das er 1881 herausgab. Dieses Buch erreichte einen ungewöhnlich großen Absatz. 1892 erschien schon die 6. Auflage. Nach dem Tode Dufresnes erweiterte es Jacques Mieses im Auftrag des Reclam-Verlages zum Lehrbuch des Schachspiels. In der Zeit des Nationalsozialismus wurden in den von Max Blümich bearbeiteten Auflagen (15. 1941 und 16. 1943) die meisten Namen jüdischer Schachmeister getilgt. Nach dem Zweiten Weltkrieg brachte es Rudolf Teschner auf den neuesten Stand. Es ist in Deutschland noch heute ein Standardwerk; die 31. Auflage erschien 2004.
Das Buch enthält die Spielregeln, einen Abriss über die Geschichte des Schachspiels mit den wichtigsten Namen, Turnieren und Wettkämpfen, eine Eröffnungsübersicht mit kommentierten Meisterpartien und einen Überblick über Endspiele.
Unter dem anagrammischen Pseudonym E.S.Freund veröffentlichte Dufresne drei Romane, mit denen er aber wenig Erfolg hatte. Jahrelang wurde sogar vermutet, Jean Dufresne sei das Pseudonym von E.S.Freund. Mit diesem Gerücht räumte Egbert Meissenburg in der Rochade von 1980 endgültig auf.

## Wiederentdeckung der Grabstätte

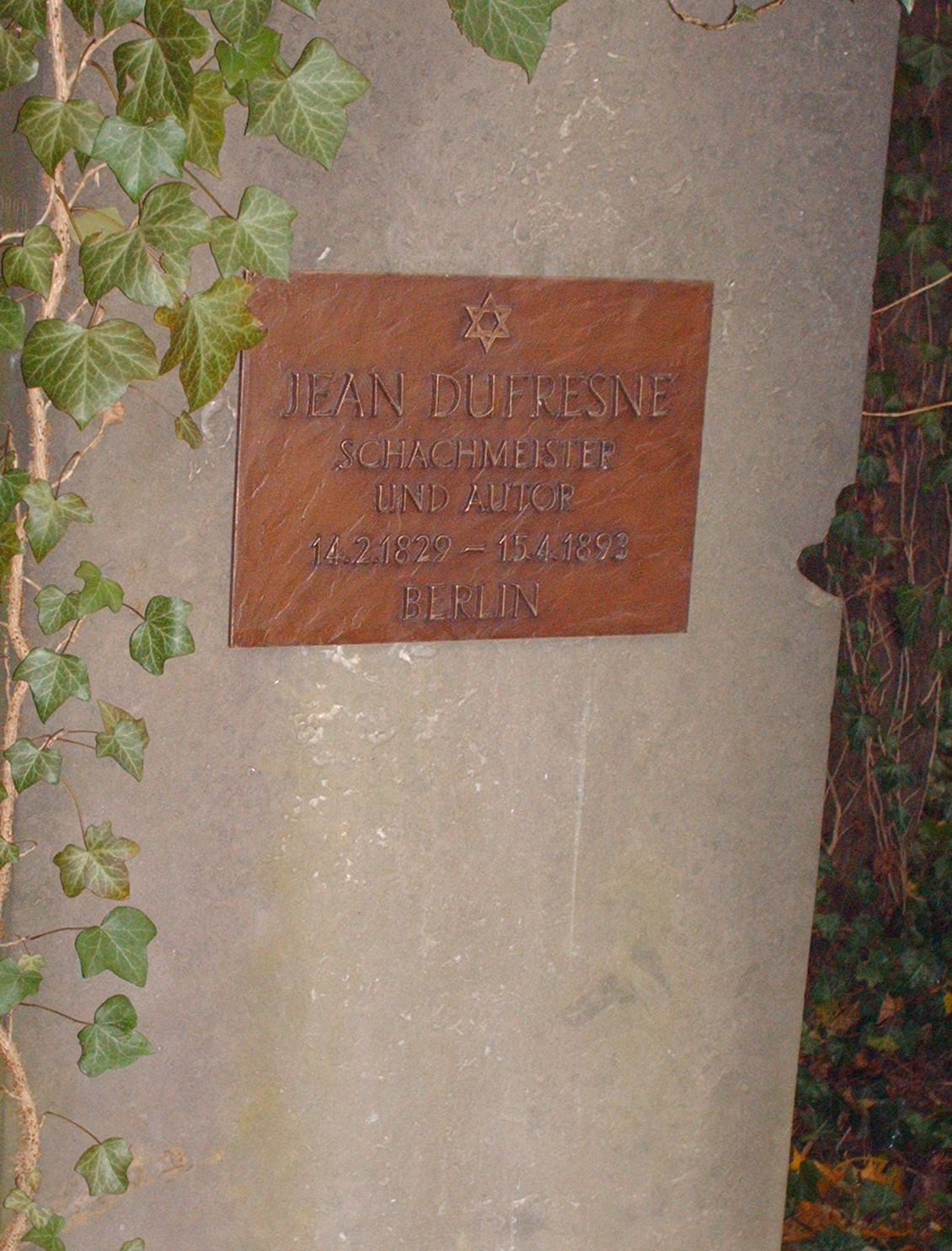
Bronzetafel auf dem Grabstein

Durch Bemühungen der Emanuel-Lasker-Gesellschaft wurde 2002 auf dem Jüdischen Friedhof in Weißensee das Grab von Dufresne wiederentdeckt. Langwierige Recherchen vor allem durch René Schilling im Friedhofsarchiv ermöglichten schließlich die Auffindung des vorhandenen Grabsteins anhand der überlieferten Grabnummer und der kaum noch zu entziffernden Schriftzeichen „chmeister“ auf dem stark beschädigten Stein.
Der Jugendwart des Berliner Schachverbandes, Carsten Schmidt, rief im Dezember 2002 zu Spenden für eine Gedenktafel auf. Doch die Aktion traf nicht auf genügende Resonanz. Erst dank dem Schachhistoriker Ralph Schiffmann (1931–2009) und mit Unterstützung der SG Hermsdorf kam im Jahr 2003 Bewegung in die Sache. Schiffmann war es dann auch, der durch sein „großes Engagement und seine finanzielle Großzügigkeit (es) erst ermöglicht (hat), daß der Grabstein des verdienstvollen Schachautors Jean Dufresne wieder in einen würdigen Zustand versetzt wurde.“ (Saremba)
Am 20. Oktober 2006 wurde die auf dem – durch Krieg und Witterung beschädigten – Grabstein angebrachte bronzene Tafel eingeweiht.

## Werke
- Theoretisch-praktisches Handbuch des Schachspiels. Theorie der Eröffnungen und Endspiele. Julius Springer, Berlin 1863
- Anthologie der Schachaufgaben. Louis Gerschel, Berlin 1864
- Der practische Schachmeister. B. S. Berendsohn, Hamburg 1865
- (als Hg.) Ernst von Feuchtersleben: Zur Diätetik der Seele. Mit Begleitstellen aus den Werken von Schopenhauer, David Strauß und anderen modernen Schriftstellern. Berendsohn, Hamburg, 1880.
- Sammlung leichter Schachaufgaben (Erster Teil) (Memento vom 29. November 2014 im Internet Archive) (PDF; 252 kB) Philipp Reclam, Leipzig 1881 (Electronic Edition, Anders Thulin, Malmö 2010)
- Kleines Lehrbuch des Schachspiels. Philipp Reclam, Leipzig 1881 (zu den späteren zahlreichen Auflagen siehe oben)
- Kleines Lehrbuch des Damespiels. Philipp Reclam, Leipzig 1884